# Matus Bisnovat
Matus Ruvimovič Bisnovat (rusky Матус Рувимович Бисноват, 23. října 1905 Nikopol - 6. listopadu 1977 Moskva) byl sovětský konstruktér letecké a raketové techniky.

## Životopis
Narodil se v židovské rodině. V roce 1926 absolvoval dělnickou fakultu (rabfak) a v roce 1931 Moskevský letecký institut, pracoval v leteckých konstrukčních kancelářích, 1935-1938 byl zástupcem hlavního konstruktéra OKB Tairov v Moskvě, podílel se mj. na konstrukci osobního letadla OKO-1. V létě 1938 se stal hlavním konstruktérem OKB, vedl vývoj experimentálních letounů SK-1 a SK-2, od ledna do července 1941 byl hlavním konstruktérem leteckého závodu OKB č. 23 v Leningradu. Vedl sériovou výrobu stíhačky LaGG-3 a poté co byl závod evakuován do Novosibirsku i výrobu Jaku-7 a Jaku-9. Od února 1943 do začátku roku 1944 byl vedoucím OKB-55 zřízené pro vývoj letounu 302. V letech 1944-1946 byl šéfkonstruktérem leteckého závodu č. 153 v Novosibirsku a od června 1946 ředitelem leteckého závodu č. 293 ve městě Chimki a hlavním konstruktérem OKB-293; pod jeho vedením byl vyvinut experimentální letoun „5.“ 
Se začátkem antisemitského „tažení proti kosmopolitismu“ byla OKB-293 v čele s Bisnovatem přes zjevné úspěchy rozpuštěna. Bisnovat byl sesazen, aby vedl třetiřadou konstrukční kancelář poblíž Moskvy. Se začátkem „Chruščovova tání“ dostal pokyn reorganizovat konstrukční kancelář se specializací na „raketové zbraně taktického letectva“. V prosinci 1954 se objevil v čele OKB-4 v Tušinu (později konstrukční kancelář Molnija).
Pro výškový nadzvukový stíhač MiG-25 byla vyvinuta střela K-40 a uvedena do služby v roce 1973. Za tuto práci obdržela řada konstrukčních kanceláří v čele s M. Bisnovatem a V. N. Elaginem Leninovu cenu (1966).
Následně v konstrukční kanceláři vznikly letecké střely K-60 a K-73.
8. listopadu 1977 po dlouhých komplikacích s cukrovkou Matus Bisnovat zemřel a byl pohřben na Vagankovském hřbitově.